# Africa Magic Viewers Choice Awards
Los Africa Magic Viewers' Choice Awards (AMVCA) son un evento anual organizado por la compañía Multichoice Africa en reconocimiento por los logros sobresalientes en la televisión y el cine en el continente africano. La ceremonia inaugural de los premios se celebró en Lagos el 9 de marzo de 2013 y se transmitió en vivo en más de cincuenta países. En la ceremonia de entrega de premios se presentan películas y series de televisión que se han emitido el año anterior.

## Categorías principales
- Mejor actor en una serie dramática
- Mejor actriz en una serie dramática
- Mejor actor de reparto en una serie dramática
- Mejor actriz de reparto en una serie dramática
- Mejor actor en una comedia
- Mejor actriz en una comedia
- Mejor maquillador
- Mejor diseñador de vestuario
- Mejor diseñador de iluminación
- Mejor editor de sonido
- Mejor director de arte
- Mejor coreógrafo
- Mejor guionista en drama o comedia
- Mejor documental
- Mejor cortometraje o vídeo
- Mejor serie de televisión de drama o comedia
- Mejor película
- Mejor director
- Mejor banda sonoria
- Mejor serie de televisión
- Premio Trailblazer
- Premio al mérito

## Ceremonias
| Ceremonia anual | Lugar                | Fecha                   | Presentadores                                   | Premio a mejor película | Premio a mejor película | Premio a mejor película |
| Ceremonia anual | Lugar                | Fecha                   | Presentadores                                   | Título                  | Director                | Nación                  |
| --------------- | -------------------- | ----------------------- | ----------------------------------------------- | ----------------------- | ----------------------- | ----------------------- |
| Primera         | Eko Hotel and Suites | 9 de marzo de 2013      | IK Osakioduwa y Vimbai Mutinhiri                | Otelo Burning           | Sara Blecher            | Sudáfrica               |
| Segunda         | Eko Hotel and Suites | 8 de marzo de 2014      | Osas Ighodaro, IK Osakioduwa y Vimbai Mutinhiri | Contract                | Shirley Frimpong-Manso  | Ghana                   |
| Tercera         | Eko Hotel and Suites | 7 de marzo de 2015      | IK Osakioduwa y Vimbai Mutinhiri                | October 1               | Kunle Afolayan          | Nigeria                 |
| Cuarta          | Eko Hotel and Suites | 5 de marzo de 2016      | IK Osakioduwa y Minnie Dlamini                  | Dry                     | Stephanie Linus         | Nigeria                 |
| Quinta          | Eko Hotel and Suites | 4 de marzo de 2017      | IK Osakioduwa y Minnie Dlamini                  | 76                      | Izu Ojukwu              | Nigeria                 |
| Sexta           | Eko Hotel and Suites | 1 de septiembre de 2018 | IK Osakioduwa y Minnie Dlamini                  | 18 Hours                | Njue Kevin              | Kenia                   |

## Estadísticas

### Mayor número de nominaciones
| Año  | Nominaciones | Título                           |
| ---- | ------------ | -------------------------------- |
| 2013 | 14           | Otelo Burning                    |
| 2017 | 14           | '76                              |
| 2017 | 13           | 93 Days                          |
| 2017 | 13           | Oloibri                          |
| 2015 | 12           | October 1                        |
| 2020 | 11           | Living in Bondage: Breaking Free |
| 2018 | 11           | Tatu                             |
| 2013 | 11           | Mirror Boy                       |
| 2015 | 11           | A Place in the Stars             |
| 2018 | 10           | Alter Ego                        |

### Mayor número de galardones
| Año  | Galardones | Título                           |
| ---- | ---------- | -------------------------------- |
| 2015 | 9          | October 1                        |
| 2020 | 7          | Living in Bondage: Breaking Free |
| 2017 | 5          | '76                              |
| 2013 | 4          | Otelo Burning                    |
| 2013 | 4          | Man on Ground                    |
| 2014 | 4          | Contract                         |
| 2014 | 4          | Nairobi Half Life                |
| 2015 | 4          | The Meeting                      |